# Allamanda weberbaueri
Allamanda weberbaueri är en oleanderväxtart som beskrevs av Markgraf. Allamanda weberbaueri ingår i släktet Allamanda och familjen oleanderväxter. Inga underarter finns listade i Catalogue of Life.